# Warmia-Mazury
Warmia-Mazury là một tỉnh của Ba Lan, giáp biên giới với các hạt Alytus, Marijampolė của Litva, tỉnh Kaliningrad của Nga và biển Baltic. Tỉnh lỵ là Olsztyn. Tỉnh có diện tích 24.202,95 ki-lô-mét vuông, dân số thời điểm giữa năm 2004 là 1.428.385 người.

## Các thành phố thị xã
Tỉnh có thành phố và thị xã. Bản sau đây sắp xếp theo thứ tự dân số giảm dần (số liệu dân số thời điểm năm 2006)):
| Olsztyn (174.693) Elbląg (127.055) Ełk (56.156) Ostróda (33.419) Iława (32.326) Giżycko (29.667) Kętrzyn (28.000) Szczytno (25.680) Bartoszyce (25.423) Mrągowo (21.772) Działdowo (20.824) Pisz (19.332) Braniewo (17.875) Lidzbark Warmiński (16.390) Olecko (16.169) Nidzica (14.761) Morąg (14.497) | Gołdap (13.641) Pasłęk (12.179) Węgorzewo (11.638) Nowe Miasto Lubawskie (11.036) Dobre Miasto (10.489) Biskupiec (10.348) Orneta (9.380) Lubawa (9.328) Lidzbark (8.261) Olsztynek (7.591) Barczewo (7.401) Orzysz (5.804) Susz (5.610) Reszel (5.098) Ruciane-Nida (4.894) Korsze (4.632) Górowo Iławeckie (4.554) | Biała Piska (4.006) Mikołajki (3.848) Jeziorany (3.376) Ryn (3.006) Pieniężno (2.915) Tolkmicko (2.731) Miłakowo (2.665) Pasym (2.550) Frombork (2.529) Bisztynek (2.493) Miłomłyn (2.305) Kisielice (2.208) Zalewo (2.152) Sępopol (2.015) Młynary (1.837) |